# Prințul George Constantinovici al Rusiei
Prințul George Constantinovici al Rusiei (6 mai 1903 – 7 noiembrie 1938), a fost fiul cel mic al Marelui Duce Constantin Constantinovici și al soției lui, Prințesa Elisabeta de Saxa-Altenburg.
După Revoluția Rusă, a plecat în Suedia în octombrie 1918, la invitația reginei Suediei, împreună cu mama lui, sora mai mică, Vera Constantinovna, și alte rude, la bordul navei suedeze Angermanland.
La Stockholm s-au întâlnit cu prințul Gustaf Adolf care i-a luat la palatul regal. Elisabeta Mavrikievna, Vera și George au trăit timp de doi ani în Suedia, la început la Stockholm, apoi la Saltsjöbaden; dar Suedia era prea scumpă pentru ei, așa că s-au mutat în Belgia la invitația regelui Albert I al Belgiei, apoi în Germania, la Altenburg, unde Vera avea să rămână până în anii 1950. Elisabeta a murit de cancer la 24 martie 1927 la Leipzig.
George nu s-a căsătorit niciodată și nu a avut urmași. A lucrat în domeniul decorațiunilor interioare. A murit de complicații în urma unei operații la New York la vârsta de 35 de ani.